# Marshevet Hooker
Marshevet Hooker (Texas, 25 de setembro de 1984) é uma velocista norte-americana  campeã mundial de atletismo. Conquistou a medalha de ouro no  Campeonato Mundial de Atletismo de 2011, em Daegu, Coreia do Sul, no revezamento 4x100 m junto com Bianca Knight, Allyson Felix e Carmelita Jeter.  Sua melhor marca para os 100 m rasos é 10.86 (2011).
Sua irmã Destinee Hooker é jogadora de voleibol de quadra e foi medalha de prata em Londres 2012.